# Protohybosorus karatavicus
Protohybosorus karatavicus är en skalbaggsart som beskrevs av Nikolajev 2010. Protohybosorus karatavicus ingår i släktet Protohybosorus och familjen Hybosoridae. Inga underarter finns listade i Catalogue of Life.